# João Bosco Barbosa de Sousa
João Bosco Barbosa de Sousa OFM (* 8. Dezember 1952 in Guaratinguetá, Brasilien) ist ein brasilianischer Ordensgeistlicher und römisch-katholischer Bischof von Osasco.

## Leben
João Bosco Barbosa de Sousa trat in die Ordensgemeinschaft der Franziskaner ein und empfing am 7. Januar 1978 das Sakrament der Priesterweihe.
Am 7. Januar 2007 ernannte ihn Papst Benedikt XVI. zum Bischof von União da Vitória. Der Kardinalpräfekt der Kongregation für den Klerus, Cláudio Hummes OFM, spendete ihm am 25. März desselben Jahres die Bischofsweihe; Mitkonsekratoren waren der Bischof von Barra, Luís Flávio Cappio OFM, und der Bischof von Catanduva, Antônio Celso Queiroz.
Papst Franziskus ernannte ihn am 16. April 2014 zum Bischof von Osasco. Die Amtseinführung fand am 20. Juli desselben Jahres statt.